# Paraidioscopus palawanensis
Paraidioscopus palawanensis är en insektsart som beskrevs av Baker 1915. Paraidioscopus palawanensis ingår i släktet Paraidioscopus och familjen dvärgstritar. Inga underarter finns listade i Catalogue of Life.